# Шели Дувал
Шели Алексис Дувал (енгл. Shelley Alexis Duvall; Форт Ворт, 7. јул 1949 — Бланко, 11. јул 2024) била је америчка филмска и телевизијска глумица, номинована за БАФТА (1978) и Еми (1988, 1992), добитница награде за најбољу женску улогу на Канском фестивалу (1977).
Најпознатија је по улози Венди Торанс у хорор филму Стенлија Кјубрика Исијавање (1980). Та се улога сматра њеним најзначајнијим остварењем.
Позната је и по улогама у филмовима Нешвил (1975), Три жене (1977), Ени Хол (1977), Попај (1980), Временски разбојници (1981) и Портрет једне даме (1996).